# Marathon van Seoel

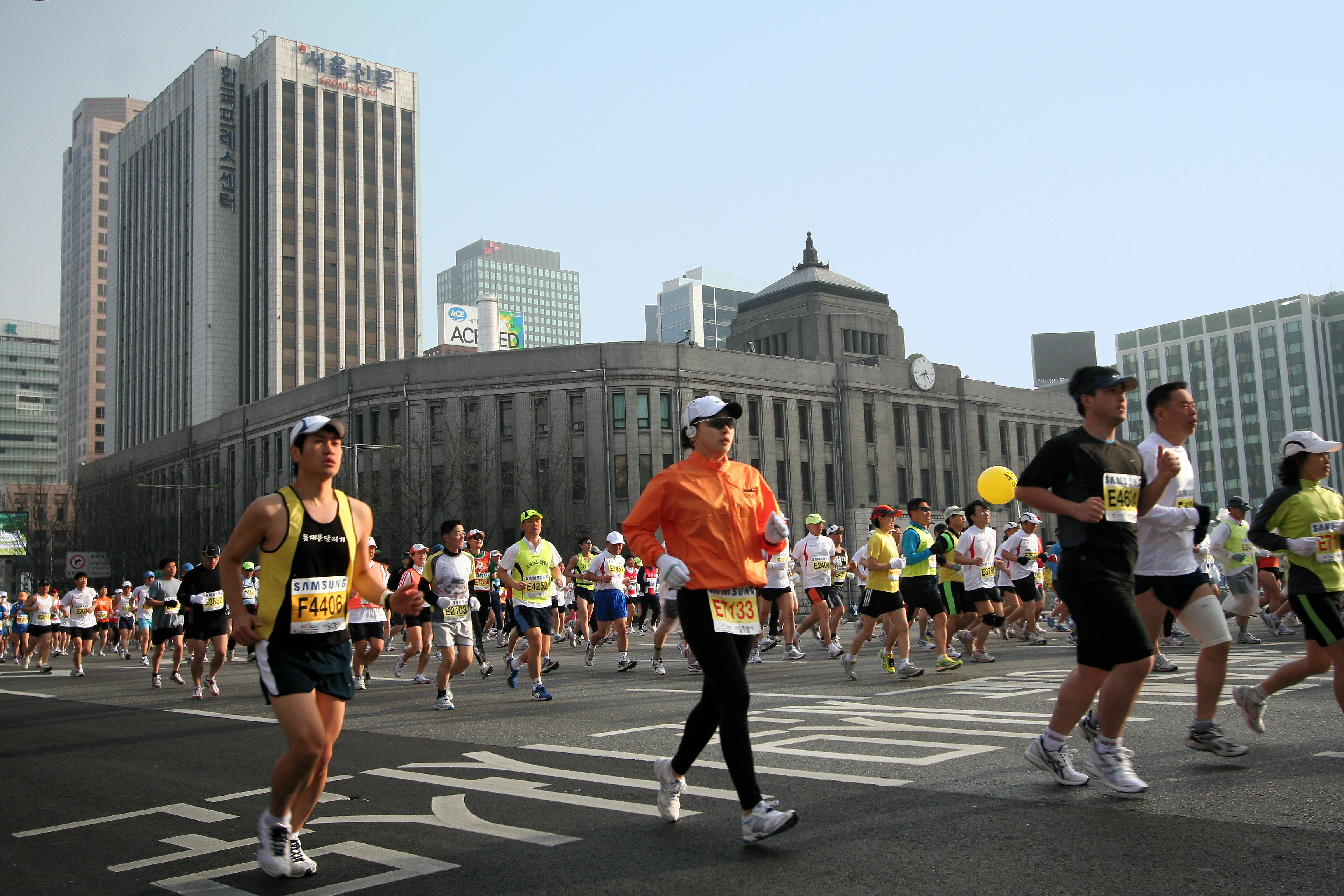
Start van de marathon van Seoel bij het Paleis van Gyeongbokgung.

De Marathon van Seoel (Seoul International Marathon), niet te verwarren met Joon Ang Seoul International, is een hardloopevenement over een afstand van 42,195 km, dat jaarlijks in de stad Seoel in Zuid-Korea wordt gehouden. De marathon vindt plaats in de maand maart. De hoofdsponsor is de krant Dong-a Ilbo.
De wedstrijd heeft het predicaat "Gold Label Road Race", de hoogste status van de Internationale Atletiekfederatie.
De loop werd voor het eerst georganiseerd in 1931 over een lengte van ruim 23 kilometer. Vanaf 1964 werd de hoofdafstand van de loop de klassieke marathonafstand. In 1987 was de marathon van Seoel het toneel van de "World Marathon Cup". De wedstrijd werd van 1992 tot 1999 niet in Seoel gelopen, maar in de steden Chuncheon en Gyeongju.
Sinds 2002 wordt In Seoel nog een marathon gehouden, de JoongAng Seoul Marathon. Deze marathon wordt jaarlijks georganiseerd door de concurrerende krant JoongAng Ilbo, in de maand november.

## Statistiek

### Parcoursrecord
- Mannen - 2:04.43 (2022,  Mosinet Geremew  Kenia)
- Vrouwen- 2:18.04 (2022,  Joan Chelimo Melly  Roemenië)

### Top 10 snelste
Vanwege de snelle tijden die vanaf 2012 worden gelopen, is de marathon van Seoel momenteel de snelste marathon van Azië.
Met een gemiddelde tijd van 2:05.20 staat de marathon van Seoel op plaats 13 van de snelste marathons ter wereld. Zie ook de lijst van snelste marathonsteden.
| Rang | Naam                     | Land | Tijd    | Jaar | Plek |
| ---- | ------------------------ | ---- | ------- | ---- | ---- |
| 1    | Mosinet Geremew          | KEN  | 2:04.43 | 2022 | 1    |
| 2    | Herpasa Negasa           | KEN  | 2:04.49 | 2022 | 2    |
| 3    | Daniel Do Nascimento     | BRA  | 2:04.51 | 2022 | 3    |
| 4    | Wilson Loyanae Ekupe     | KEN  | 2:05.13 | 2016 | 1    |
| 5    | Amdework Walelegn Tadese | ETH  | 2:05.27 | 2023 | 1    |
| 6    | Evans Kiplagat Chebet    | KEN  | 2:05.33 | 2016 | 2    |
| 7    | Wilson Loyanae Ekupe     | KEN  | 2:05.37 | 2012 | 1    |
| 8    | Shifera Tamru Aredo      | ETH  | 2:05.41 | 2023 | 2    |
| 9    | Haftu Teklu              | ETH  | 2:05.42 | 2025 | 1    |
| 10   | Felix Kirwa              | ETH  | 2:05.44 | 2025 | 2    |

(bijgewerkt t/m 2025)
1964 ·
1965 ·
1966 ·
1967 ·
1968 ·
1969 ·
1970 ·
1971 ·
1972 ·
1973 ·
1974 ·
1975 ·
1976 ·
1977 ·
1978 ·
1979 ·
1980 ·
1981 ·
1982 ·
1983 ·
1984 ·
1985 ·
1986 ·
1987 ·
1988 ·
1989 ·
1990 ·
1991 ·
1992 ·
1993 ·
1994 ·
1995 ·
1996 ·
1997 ·
1998 ·
1999 ·
2000 ·
2001 ·
2002 ·
2003 ·
2004 ·
2005 ·
2006 ·
2007 ·
2008 ·
2009 ·
2010 ·
2011 · 
2012 · 
2013 · 
2014 · 
2015 · 
2016 ·  
2017